# Instabilidade de Jeans
Em astrofísica, a instabilidade de Jeans, assim denominada em homenagem a James Jeans, causa o colapso de nuvens de gás interestelar e a subsequente formação de estrelas. A instabilidade  ocorre quando a pressão interna na nuvem não é suficientemente elevada para evitar que se produza um colapso gravitacional de uma região que contém matéria. Para que exista estabilidade, a nuvem deve estar em equilíbrio hidrostático, que no caso de uma nuvem esférica se traduz em
{\displaystyle {\frac {dp}{dr}}=-{\frac {G\rho M_{enc}}{r^{2}}}},
onde {\displaystyle M_{enc}} é a massa contida, {\textstyle p} é a pressão, , {\textstyle \rho (r)} é a densidade do gás (no raio {\textstyle r}), {\textstyle G} é a constante gravitacional e {\textstyle r} é o raio.
O equilíbrio é estável se as perturbações menores forem amortecidas e instável se forem amplificadas. De maneira geral, a nuvem é instável se for ou muito massiva a uma dada temperatura ou muito fria para uma dada massa para que a gravidade possa compensar a pressão do gás; nessas circunstâncias, o gradiente de pressão do gás não poderá superar a força gravitacional e a nuvem entrará em colapso.
A instabilidade de Jeans provavelmente determina quando a formação de estrelas ocorre em nuvens moleculares.

## História
Em 1720, Edmond Halley considerou um universo sem limites e ponderou o que aconteceria se o “sistema do mundo”, que existe dentro do universo, fosse finito ou infinito. No caso finito, as estrelas gravitariam em direção ao centro e, se fossem infinitas, todas as estrelas estariam quase em equilíbrio e eventualmente alcançariam um local de repouso.  Contrário ao que escreveu Halley, Isaac Newton, em uma  carta de 1692/3 a Richard Bentley, escreveu que é difícil imaginar que partículas em um espaço infinito sejam capazes de permanecer em tal configuração para resultar em um equilíbrio perfeito.
James Jeans estendeu a questão da estabilidade gravitacional para incluir a pressão. Jeans escreveu, à semelhança de Halley, que uma distribuição finita de matéria, assumindo que a pressão não a impede, entrará em colapso gravitacional em direção ao seu centro. Para uma distribuição infinita de matéria, existem dois cenários possíveis. Uma distribuição exatamente homogênea não tem um centro de massa claro e nenhuma maneira clara de definir uma direção de aceleração gravitacional. Para o outro caso, Jeans estende o que Newton escreveu: Jeans demonstrou que pequenos desvios da homogeneidade exata levam a instabilidades.

## Massa de Jeans
A massa de Jeans tem o nome do físico britânico Sir James Jeans, que considerou o processo de colapso gravitacional em uma nuvem gasosa.  Ele foi capaz de mostrar que, sob condições apropriadas, uma nuvem, ou parte de uma, se tornaria instável e começaria a entrar em colapso quando não houvesse pressão suficiente para contrabalançar a força da gravidade. A nuvem é estável para uma massa suficientemente pequena (a uma determinada temperatura e raio), mas uma vez excedida esta massa crítica, iniciará um processo de contração descontrolada até que alguma outra força possa impedir o colapso.  Ele derivou uma fórmula para calcular essa massa crítica em função de sua densidade e temperatura. Quanto maior for a massa da nuvem, maior será o seu tamanho e quanto mais fria for a sua temperatura, menos estável será contra o colapso gravitacional.
O valor aproximado da massa de Jeans pode ser derivado através de um simples argumento físico. Começa-se com uma região gasosa esférica de raio {\textstyle R}, massa {\textstyle M}, e com um gás velocidade do som {\textstyle c_{s}}.  O gás é ligeiramente comprimido e leva algum tempo
{\displaystyle t_{\text{sound}}={\frac {R}{c_{s}}}\approx 0.5{\text{ Myr}}\cdot {\frac {R}{0.1{\text{ pc}}}}\cdot \left({\frac {c_{s}}{0.2{\text{ km/s}}}}\right)^{-1}}
para que as ondas sonoras cruzem a região e tentem empurrar para trás e restabelecer o sistema em equilíbrio de pressão.  Ao mesmo tempo, a gravidade tentará contrair ainda mais o sistema, e o fará numa escala de tempo de queda livre (o tempo característico que levaria para um corpo entrar em colapso sob sua própria atração gravitacional)
{\displaystyle t_{\text{ff}}={\frac {1}{(G\rho )^{\frac {1}{2}}}}\approx 2{\text{ Myr}}\cdot \left({\frac {n}{10^{3}{\text{ cm}}^{-3}}}\right)^{-{\frac {1}{2}}},}
onde {\textstyle G} é a constante gravitacional universal, {\textstyle \rho } é a densidade do gás dentro da região, e {\textstyle n=\rho /\mu } é a densidade numérica do gás para massa média por partícula (μ = 3.9×10−24 g é apropriado para hidrogênio molecular com 20% de hélio em número).  Quando o tempo de passagem do som é menor que o tempo de queda livre, as forças de pressão superam temporariamente a gravidade e o sistema retorna a um equilíbrio estável. Porém, quando o tempo de queda livre é menor que o tempo de travessia do som, a gravidade supera as forças de pressão e a região sofre colapso gravitacional.  A condição para o colapso gravitacional é, portanto,
{\displaystyle t_{\text{ff}}<t_{\text{sound}}.}
O comprimento de Jeans resultante {\textstyle \lambda _{\text{J}}} é aproximadamente
{\displaystyle \lambda _{\text{J}}={\frac {c_{s}}{(G\rho )^{\frac {1}{2}}}}\approx 0.4{\text{ pc}}\cdot {\frac {c_{s}}{0.2{\text{ km/s}}}}\cdot \left({\frac {n}{10^{3}{\text{ cm}}^{-3}}}\right)^{-{\frac {1}{2}}}.}
Essa escala de comprimento é conhecida como comprimento de Jeans. Todas as escalas maiores que o comprimento de Jeans são instáveis ao colapso gravitacional, enquanto escalas menores são estáveis. A massa do Jeans {\textstyle M_{\text{J}}} é apenas a massa contida em uma esfera de raio {\textstyle R_{\text{J}}} ({\textstyle R_{\text{J}}={\frac {1}{2}}\lambda _{\text{J}}} é metade do comprimento do Jeans):
{\displaystyle M_{\text{J}}={\frac {4\pi }{3}}\rho R_{\text{J}}^{3}={\frac {\pi }{6}}\cdot {\frac {c_{s}^{3}}{G^{\frac {3}{2}}\rho ^{\frac {1}{2}}}}\approx 2{\text{ M}}_{\odot }\cdot \left({\frac {c_{s}}{0.2{\text{ km/s}}}}\right)^{3}\left({\frac {n}{10^{3}{\text{ cm}}^{-3}}}\right)^{-{\frac {1}{2}}}.}

### A "fraude de Jeans"
Posteriormente, foi apontado por outros astrofísicos, incluindo Binney e Tremaine que a análise original utilizada por Jeans era falha, pelo seguinte motivo.  Na sua análise formal, embora Jeans tenha assumido que a região em colapso da nuvem estava rodeada por um meio infinito e estático, a influência deste meio estático foi completamente ignorada na análise de Jeans. Essa falha ficou conhecida como "fraude de Jeans".
Notavelmente, ao usar uma análise mais cuidadosa, levando em conta outros fatores, como a expansão do Universo, anula-se fortuitamente o aparente erro na análise de Jeans, e a equação de Jeans está correta, mesmo que sua derivação possa ter sido duvidosa.

### Derivação baseada em energia
Uma derivação alternativa, possivelmente ainda mais simples, pode ser encontrada usando considerações de energia.  Na nuvem interestelar, duas forças opostas estão em ação.  A pressão do gás, causada pelo movimento térmico dos átomos ou moléculas que compõem a nuvem, tenta fazer com que a nuvem se expanda, enquanto a gravitação tenta fazer com que a nuvem entre em colapso.  A massa de Jeans é a massa crítica onde ambas as forças estão em equilíbrio entre si.  Na seguinte derivação de constantes numéricas (tal como π) e constantes da natureza (como a constante gravitacional) serão ignoradas. Eles serão reintroduzidos no resultado.
Considere uma nuvem de gás esférica homogênea com raio R.  Para comprimir esta esfera em um raio R – dR, trabalho deve ser feito contra a pressão do gás. Durante a compressão, energia gravitacional é liberada.  Quando esta energia é igual à quantidade de trabalho a ser realizada no gás, a massa crítica é atingida.  Seja M a massa da nuvem, T a temperatura (absoluta), n a densidade das partículas e p a pressão do gás. O trabalho a ser feito é igual a p dV. Usando a lei dos gases ideais, segundo a qual p = nT, chega-se à seguinte expressão para o trabalho:
{\displaystyle dW=nTR^{2}\,dR.}
A energia potencial gravitacional de uma esfera com massa M e raio R é, além das constantes, dada pela seguinte expressão:
{\displaystyle U={\frac {M^{2}}{R}}.}
A quantidade de energia liberada quando a esfera se contrai do raio R ao raio R – dR é obtido pela diferenciação desta expressão para R, então
{\displaystyle dU={\frac {M^{2}}{R^{2}}}\,dR.}
A massa crítica é atingida assim que a energia gravitacional liberada for igual ao trabalho realizado sobre o gás:
{\displaystyle {\frac {M^{2}}{R^{2}}}=nTR^{2}.}
A seguir, o raio R deve ser expresso em termos da densidade de partícula n e da massa M.  Isso pode ser feito usando a relação
{\displaystyle M=nR^{3}.}
Um pouco de álgebra leva à seguinte expressão para a massa crítica:
{\displaystyle M_{\text{J}}=\left({\frac {T^{3}}{n}}\right)^{\frac {1}{2}}.}
Se durante a derivação todas as constantes forem levadas junto, a expressão resultante será
{\displaystyle M_{\text{J}}=\left({\frac {375k^{3}}{4\pi m^{4}G^{3}}}\right)^{\frac {1}{2}}\left({\frac {T^{3}}{n}}\right)^{\frac {1}{2}},}
onde k é a constante de Boltzmann, G a constante gravitacional e m a massa de uma partícula compreendendo o gás.  Supondo que a nuvem consista em hidrogênio atômico, o pré-fator pode ser calculado. Se tomarmos a massa solar como unidade de massa, o resultado é
{\displaystyle M_{\text{J}}=3\times 10^{4}\left({\frac {T^{3}}{n}}\right)^{\frac {1}{2}}.}

## Comprimento de Jeans
Comprimento de Jeans é o raio crítico de uma nuvem (normalmente uma nuvem de gás molecular interestelar e poeira) onde a energia térmica, que faz com que a nuvem se expanda, é neutralizada pela gravidade, que causa o colapso da nuvem.

A fórmula para o comprimento de Jeans é:
{\displaystyle \lambda _{\text{J}}=\left({\frac {15k_{\text{B}}T}{4\pi G\mu \rho }}\right)^{\frac {1}{2}},}
onde {\textstyle k_{\text{B}}} é a constante de Boltzmann, {\textstyle T} é a temperatura da nuvem, {\textstyle \mu } é o peso molecular médio das partículas, {\textstyle G} é a constante gravitacional e {\textstyle \rho } é a densidade de massa da nuvem (i.e. a massa da nuvem dividida pelo volume da nuvem).
Talvez a maneira mais fácil de conceituar o comprimento do Jeans seja em termos de uma aproximação, na qual descartamos os fatores {\textstyle 15} e {\textstyle 4\pi } e no qual reformulamos {\textstyle \rho } como {\textstyle M/r^{3}}  A fórmula para o comprimento do Jeans torna-se então:
{\displaystyle \lambda _{\text{J}}\approx \left({\frac {k_{\text{B}}Tr^{3}}{GM\mu }}\right)^{\frac {1}{2}}.}
onde {\textstyle r} é o raio da nuvem.
Segue-se imediatamente que {\textstyle \lambda _{\text{J}}=r} quando {\textstyle k_{\text{B}}T=GM\mu /r}; i.e., o raio da nuvem é o comprimento de Jeans quando a energia térmica por partícula é igual ao trabalho gravitacional por partícula.  Neste comprimento crítico, a nuvem não se expande nem contrai. Somente quando a energia térmica não é igual ao trabalho gravitacional é que a nuvem se expande e esfria ou se contrai e aquece, um processo que continua até que o equilíbrio seja alcançado.
Usando a equação de Friedmann, o comprimento de Hubble pode ser escrito como uma espécie de comprimento de Jeans em que a velocidade do som é substituída pela velocidade da luz e pode ser interpretado como um comprimento de onda máximo.
{\displaystyle \lambda _{\text{H}}=2\pi c/{\sqrt {8\pi G\epsilon _{b}/c^{2}a}}}
Onde {\textstyle \epsilon _{b}} é a densidade de energia, que é dado por
{\displaystyle \epsilon _{b}=\rho c^{2}}
Onde, por sua vez, {\textstyle \rho } a densidade de massa de repouso e {\displaystyle c} a velocidade da luz.
O comprimento de Jeans fornece uma estimativa do tamanho mínimo dos objetos que podem sofrer colapso gravitacional, e consequentemente, perturbações para as quais o comprimento de onda λ é maior que o comprimento de Jeans (ou seja, λ > λJ) podem crescer por instabilidade gravitacional para formar as estruturas observadas no Universo.
Quando o comprimento de Jeans é da ordem do comprimento de Hubble (horizonte), não há instabilidade de Jeans. Portanto, estruturas de grande escala não poderiam se formar no limite ultra-relativístico, na evolução do universo (era da radiação).

### Comprimento de Jeans como comprimento de onda de oscilação
O comprimento de Jeans é o comprimento de onda de oscilação (respectivamente, número de onda de Jeans, {\textstyle k_{\text{J}}}) abaixo do qual ocorrerão oscilações estáveis, em vez de colapso gravitacional.
{\displaystyle \lambda _{\text{J}}={\frac {2\pi }{k_{\text{J}}}}=c_{\text{s}}\left({\frac {\pi }{G\rho }}\right)^{\frac {1}{2}},}
onde {\textstyle G} é a constante gravitacional, {\textstyle c_{\text{s}}} é a velocidade do som e {\textstyle \rho } é a densidade de massa fechada inclusa.
É também a distância que uma onda sonora percorreria no tempo de colapso.

## Fragmentação
A instabilidade de Jeans também pode dar origem à fragmentação em determinadas condições.  Para derivar a condição de fragmentação é assumido um processo adiabático em um gás ideal e também uma equação de estado politrópica.  A derivação é mostrada abaixo através de uma análise dimensional:
Para um gás ideal, {\displaystyle PV=nRT\Rightarrow P\cdot P^{-{\frac {1}{\gamma }}}=P^{\frac {\gamma -1}{\gamma }}\propto T\Rightarrow P\propto T^{\frac {\gamma }{\gamma -1}}.}
Equação de estado politrópico, {\displaystyle P=K\rho ^{\gamma }\rightarrow T\propto \rho ^{\gamma -1}.}
Massa de Jeans, {\displaystyle M_{\text{J}}\propto T^{\frac {3}{2}}\rho ^{-{\frac {1}{2}}}\propto \rho ^{{\frac {3}{2}}(\gamma -1)}\rho ^{-{\frac {1}{2}}}.}
Se o índice adiabático {\textstyle \gamma >{\frac {4}{3}}}, a massa de Jeans aumenta com o aumento da densidade, enquanto se {\textstyle \gamma <{\frac {4}{3}}} a massa de Jeans diminui com o aumento da densidade.  Durante o colapso gravitacional, a densidade sempre aumenta, portanto, no segundo caso, a massa de Jeans diminuirá durante o colapso, permitindo o colapso de regiões superdensas menores, levando à fragmentação da nuvem molecular gigante.  Para um gás monoatômico ideal, o índice adiabático é 5/3. Contudo, em objetos astrofísicos este valor é geralmente próximo de 1 (por exemplo, em gás parcialmente ionizado a temperaturas baixas em comparação com a energia de ionização).  De forma mais geral, o processo não é realmente adiabático, mas envolve o resfriamento por radiação que é muito mais rápida que a contração, de modo que o processo pode ser modelado por um índice adiabático tão baixo quanto 1 (que corresponde ao índice politrópico de um gás isotérmico).  Portanto, o segundo caso é a regra e não uma exceção nas estrelas. Esta é a razão pela qual as estrelas geralmente se formam em aglomerados.
A distribuição dessas estrelas em formação pode ser descrita pela função de massa inicial.

## Ação de ondas de choque
Estrelas massivas em seus processos finais de fusão explodem, se transformam em supernovas, proporcionando uma onda de choque através das nuvens circundantes de gás e poeira.  Esta onda de choque comprime o gás e a poeira de uma nuvem interestelar, acelerando os processos ocasionados pelo colapso consequente pelas instabilidades gravitacionais naturais, a instabilidade de Jeans, que assumem o controle do processo, dividindo-a em fragmentos que eventualmente proporcionando o nascimento de uma nova geração de estrelas.  Deve-se observar que todo esse processo, desde a morte de uma estrela massiva até ao nascimento de novas estrelas, demanda milhões de anos para se completar.

## Generalização para um meio turbulento
Chandrasekhar derivou de sua teoria das flutuações de densidade em um campo de turbulência homogêneo isotrópico a generalização para um meio turbulento do critério de Jeans para a estabilidade contra a falta de homogeneidade de um meio homogêneo quiescente infinito.
A expressão que ele obtém pode ser escrita:
{\displaystyle \lambda ^{2}={\frac {\pi }{G\rho }}(c^{2}+{\frac {1}{3}}{\overline {u}}^{2})={\frac {\pi }{G\rho }}(\gamma {\frac {k\theta }{m}}+{{\frac {1}{3}}{\overline {u}}^{2}})}
onde λ é o comprimento crítico para estabilidade, c é a velocidade do som no meio, θ a temperatura, m a massa de uma molécula de um gás, e ū2 a velocidade quadrada média do campo de turbulência.

## Colapso gravitacional na teoria pós-newtoniana
A instabilidade de Jeans pode ser analisada no âmbito das equações de Boltzmann e Poisson, em teoria pós-newtoniana, na qual componentes do tensor de energia-momento nas equações de Poisson são determinados a partir da função de distribuição de Maxwell-Jüttner. Por meio desse tratamento é demonstrado que a massa necessária para que um excedente de densidade inicie o colapso gravitacional na teoria pós-newtoniana é menor que na teoria newtoniana.

## Aplicações à halos de matéria escura
A instabilidade de Jeans pode ser aplicada a um condensado de Bose-Einstein dissipativo homogêneo infinito e autogravitante descrito pelas equações generalizadas de Gross-Pitaevskii-Poisson. Este problema tem aplicações em relação à formação de halos de matéria escura em cosmologia.

## Aplicações em cosmologia

### O problema da origem da rotação na cosmologia
O problema da origem da rotação na matéria observável do Universo (galáxias, aglomerados estelares, estrelas, sistemas planetários e planetas) está, via de regra, na rotação. Explicar a origem dessa rotação enfrenta sérias dificuldades. Na teoria de Jeans, a instabilidade gravitacional leva a um aumento apenas nas perturbações longitudinais (irrotacionais). Como resultado, surgiu a suposição de que a rotação da matéria no Universo existia inicialmente (“hipótese do vórtice de fótons”), e a rotação atualmente observada das galáxias é considerada uma relíquia, herdada do vórtice de fótons. Junto com essa hipótese, que parece bastante artificial, foi apresentada a ideia da ocorrência de rotação de protogaláxias como resultado da ação de forças de maré.  Segundo a “teoria do choque”, a rotação das galáxias poderia ser o resultado da interação de protogaláxias assimétricas com uma onda de choque, que deveria surgir no momento da recombinação no Universo em resfriamento.
A dificuldade de resolver o problema da origem da rotação no Universo é consequência direta do teorema de Helmholtz-Kelvin, segundo o qual o movimento inicialmente irrotacional de um gás ideal não pode se tornar um vórtice como resultado da ação da força potencial da gravidade (ver equação de vorticidade). No entanto, descobriu-se que em um gás turbulento não existe tal proibição.  Nesse sentido, surgiu a necessidade de revisar a teoria de Jeans, a partir da qual surgiu um novo rumo no problema da origem da rotação dos objetos no Universo.

### Contexto da gravidade da energia-momento ao quadrado
A análise pela instabilidade de Jeans pode ser aplicada no contexto da gravidade da energia-momento ao quadrado (abreviado na literatura em inglês EMSG, energy–momentum-squared gravity), obtendo-se uma massa de Jeans para meios infinitos não rotativos como a menor escala de massa para perturbações locais que podem ser estáveis contra a sua própria gravidade, assim como para meios rotativos, especificamente para discos finos rotativos no contexto de EMSG, encontrando um novo critério do tipo Toomre para a estabilidade gravitacional local.